# No sólo de rumba vive el hombre
No sólo de rumba vive el hombre es el cuarto álbum lanzado al mercado por el cantautor catalán Albert Pla y el primero en el que todos los temas eran interpretados íntegramente en español.
Fue publicado en 1992 por la multinacional discográfica BMG-Ariola y es considerado por la crítica especializada como la obra cumbre del artista. 
La publicación de este álbum le valió a Pla para ser galardonado con el prestigioso Premio ICARO del Diario 16 a Nuevo Intérprete. Además su trabajo fue designado como Disco Nacional del año por la publicación Rockdelux.
No sólo de rumba vive el hombre es un álbum de fusión entre la rumba y el estilo propio de Albert, con una música agradable y unas letras llenas de polémica creatividad. Joaquín el necio, Carta al Rey Melchor, La Dama de la Guadaña... el álbum entero es destacable y ha sido mencionado varias veces como posible candidato en una lista de los mejores álbumes españoles de todos los tiempos. 

## Lista de canciones
1. El sol de verano. (01:17)
2. Joaquín el necio. (04:01)
3. Carta al Rey Melchor. (04:31)
4. La dama de la guadaña. (03:12)
5. El bar de la esquina. (05:34)
6. Salsa pa'l nene. (03:50)
7. Nuestro jardín. (03:14)
8. Enterrador de Cementerios. (09:44)
9. Diarrea mental. (04:57)